# NGC 2821
NGC 2821 é uma galáxia espiral (Sbc) localizada na direcção da constelação de Pyxis. Possui uma declinação de -26° 49' 00" e uma ascensão recta de 9 horas, 16 minutos e 47,8 segundos.
A galáxia NGC 2821 foi descoberta em 26 de Março de 1835 por John Herschel.